# Johannes Sobotta
Robert Heinrich Johannes Sobotta (ur. 31 stycznia 1869 w Berlinie, zm. 20 kwietnia 1945 w Bonn) – niemiecki anatom, autor atlasu anatomicznego.
Członek Niemieckiej Akademii Przyrodników Leopoldiny (1926).

## Życiorys
Jego ojcem był architekt Carl August Sobotta, pochodzący z rolniczej rodziny z Górnego Śląska, a matką Luise Ottilie Seydel, której przodkowie byli winogrodnikami na Dolnym Śląsku i Dolnych Łużycach.
Od 1887 do 1891 r. studiował medycynę w Berlinie. W 1891 otrzymał tytuł doktora medycyny. Po ukończeniu studiów pracował jako asystent Heinricha Wilhelma von Waldeyera w Instytucie Anatomicznym w Berlinie. W 1895 przeniósł się do Instytutu Anatomii Porównawczej, Embriologii i Mikroskopii na Uniwersytecie w Würzburgu, gdzie w 1896 roku habilitował się.
W 1900 roku zawarł związek małżeński z Kathariną Förtig (1879-1922), z którą miał dwóch synów – Rudolfa (1900-1971) i Walthera (1903-1927). Jego drugą żona była lekarka Jeanne Bilemeister (1903-1982).

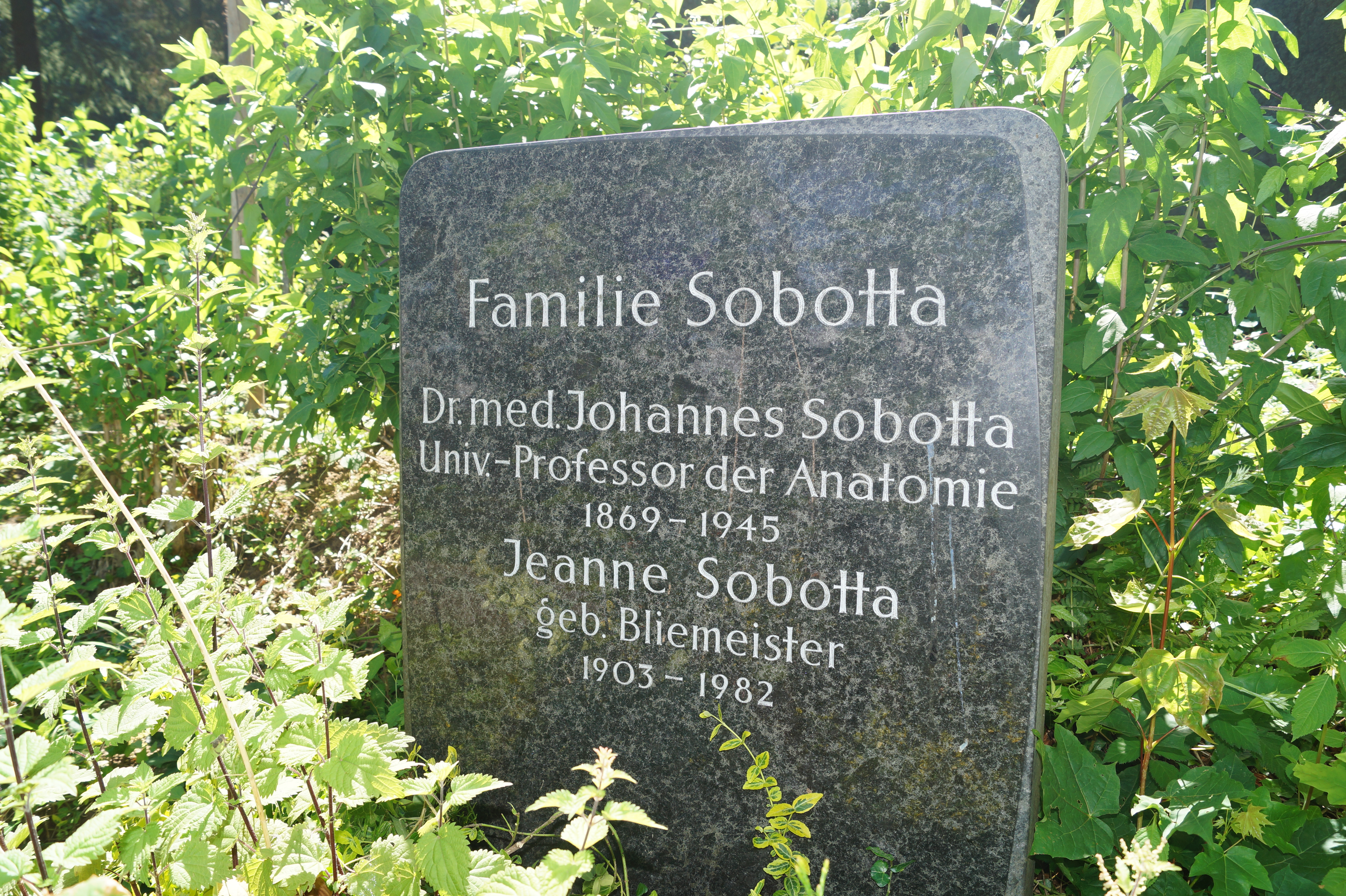
Grób Johannesa Sobotty i jego drugiej żony na cmentarzu w Bonn

W 1903 r. został profesorem nadzwyczajnym, w 1912 profesorem zwyczajnym anatomii topograficznej. W 1916 r. został dyrektorem Instytutu Anatomicznego Uniwersytetu Albrechta w Królewcu i profesorem na tamtejszej katedrze. W 1919 r. przeniósł się do Bonn, gdzie objął katedrę anatomii. W 1935 roku zmuszony przez władze nazistowskie do rezygnacji z pracy na uczelni i przejścia na emeryturę.
Zmarł w wieku 76 lat wskutek choroby nowotworowej, spoczywa na cmentarzu w dzielnicy Bonn – Poppelsdorfie.
Za jego najważniejsze dzieło uważa się wydany 1904 roku atlas anatomiczny dotychczas opublikowany w ponad 300 wydaniach i w 19 językach. Sobotta jest także autorem podręczników z zakresu histologii i anatomii mikroskopowej.
W 2000 roku jedna z ulic w Bonn została nazwana jego imieniem.

## Wybrane prace
- Atlas und Grundriß der Histologie und mikroskopischen Anatomie des Menschen (1901)
- Atlas der descriptiven Anatomie des Menschen (1904/1907, 3 tomy)
- Grundriß der descriptiven Anatomie des Menschen (1904/1907)